# Simon Maris

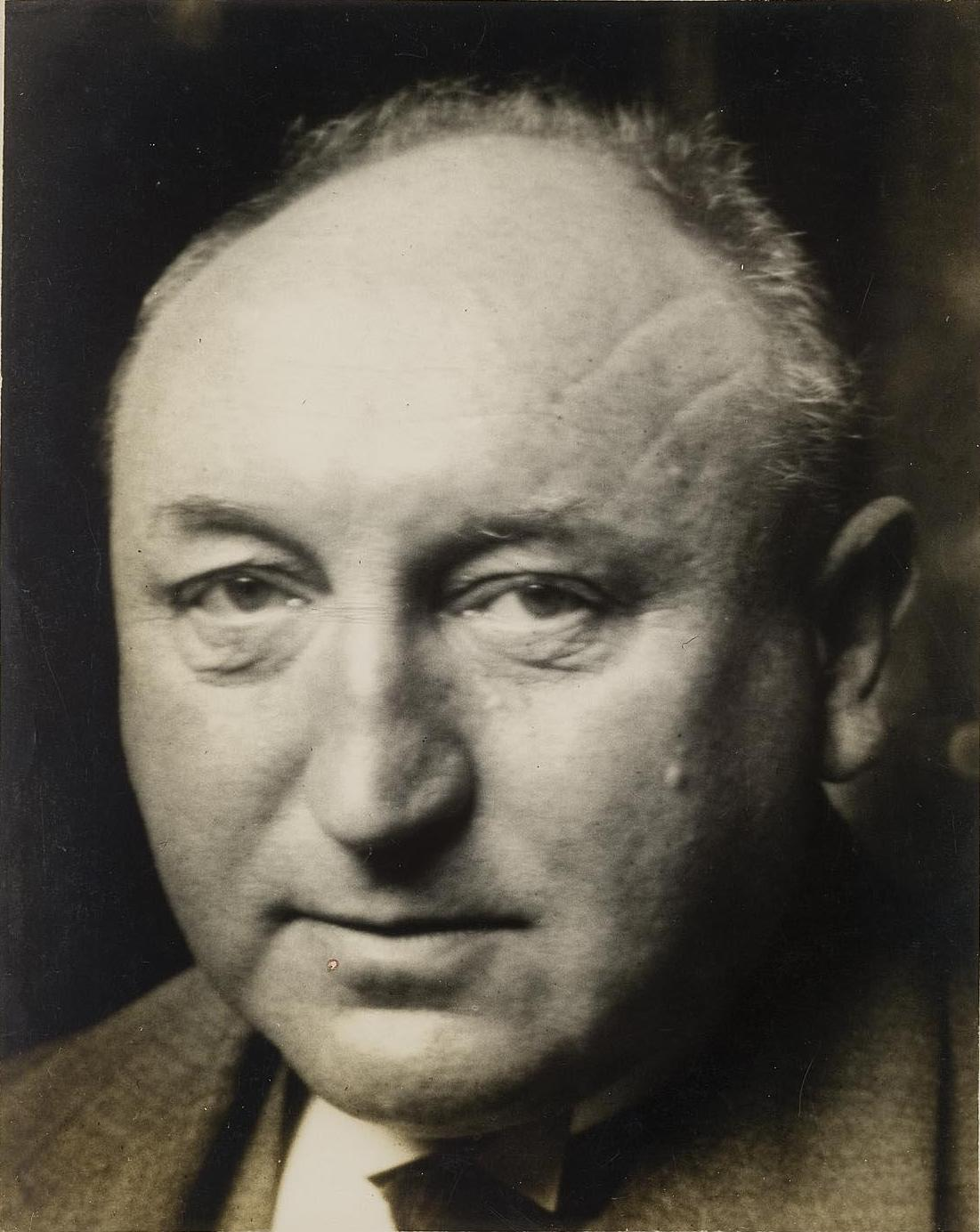
Portret van Simon Maris, door Willem Witsen

Simon Willem Maris (Den Haag, 21 mei 1873 - Amsterdam, 22 januari 1935) was een Nederlands kunstschilder. Hij was de zoon van Haagse Schoolschilder Willem Maris en werd vooral bekend als portrettist.

## Leven en werk
Simon Maris was een leerling van zijn vader Willem Maris en studeerde vervolgens aan de Academie van Beeldende Kunsten te Den Haag en aan de Koninklijke Academie voor Schone Kunsten van Antwerpen. Vervolgens verbleef hij enige tijd in Brussel. In 1899 maakte hij in gezelschap van de industrieel Casparus van Houten een studiereis naar onder meer Parijs en Italië; zijn reisverslag is in het bezit van het Nederlands Instituut voor Kunstgeschiedenis. In 1900 vestigde Maris zich in Amsterdam. In 1903 reisde hij met zijn vriend Piet Mondriaan voor enkele maanden naar Spanje. Samen met Mondriaan en Arnold Marc Gorter zou hij in de jaren daarna regelmatig schilderen aan het Gein, waar hij in 1906 ook Mondriaans portret tekende. Na zijn huwelijk in 1908 met Cornelia den Breejen werkte hij gedurende de zomers regelmatig in Zandvoort.
Maris werd vooral beroemd als portrettist, veelal van wereldse vrouwen, vaak in opdracht. Ook maakte hij meer informele portretten, vaak moeders met kinderen of lezende vrouwen, regelmatig met zijn vrouw en kinderen als model. Daarnaast schilderde hij stadsgezichten, strandtaferelen, landschappen en stillevens. Hij werkte zowel in een realistische als impressionistische stijl, met veel aandacht voor de werking van het zonlicht. Zijn werk vertoont een opvallende verwantschap met dat van Albert Roelofs, eveneens de zoon van een bekende Haagse Scholer i.c. Willem Roelofs.
Maris was een bekende figuur in Amsterdamse kunstenaarskringen rond 1900. Hij overleed in 1935, 61 jaar oud. Zijn werk bevindt zich onder andere in de collecties van het Rijksmuseum Amsterdam, het Dordrechts Museum, het Drents Museum te Assen, het Groninger Museum, het Gemeentemuseum Den Haag en het Gemeentemuseum Arnhem.

## Galerij

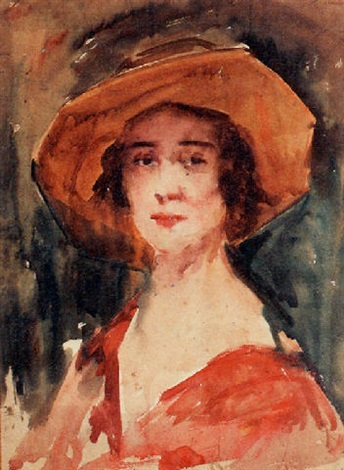
Portret van Marie van der Lugt
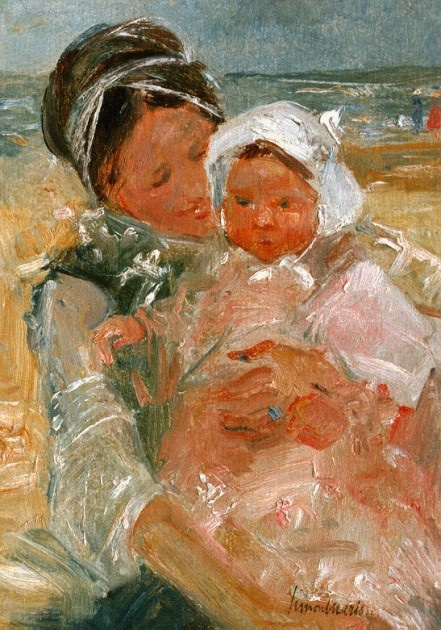
Moeder met baby
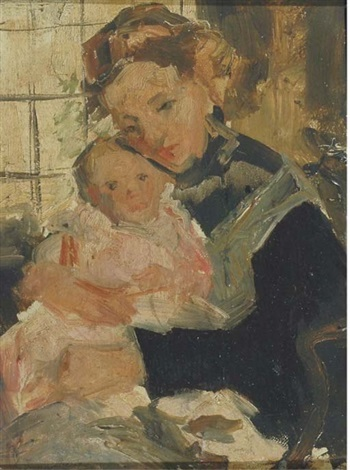
Moeder en kind
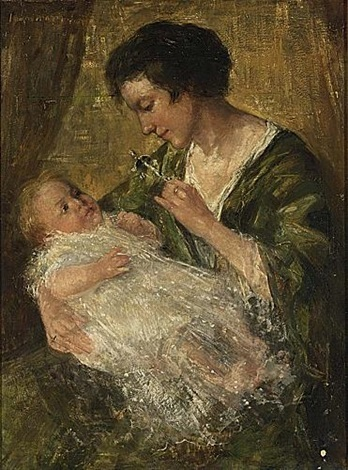
Moeder en kind
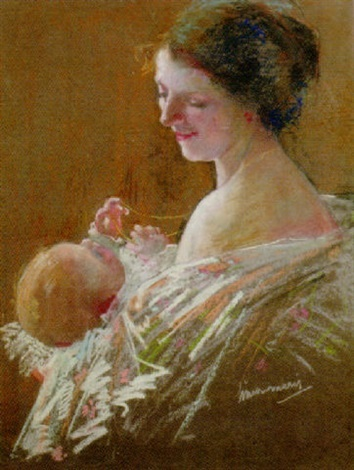
Moeder en kind
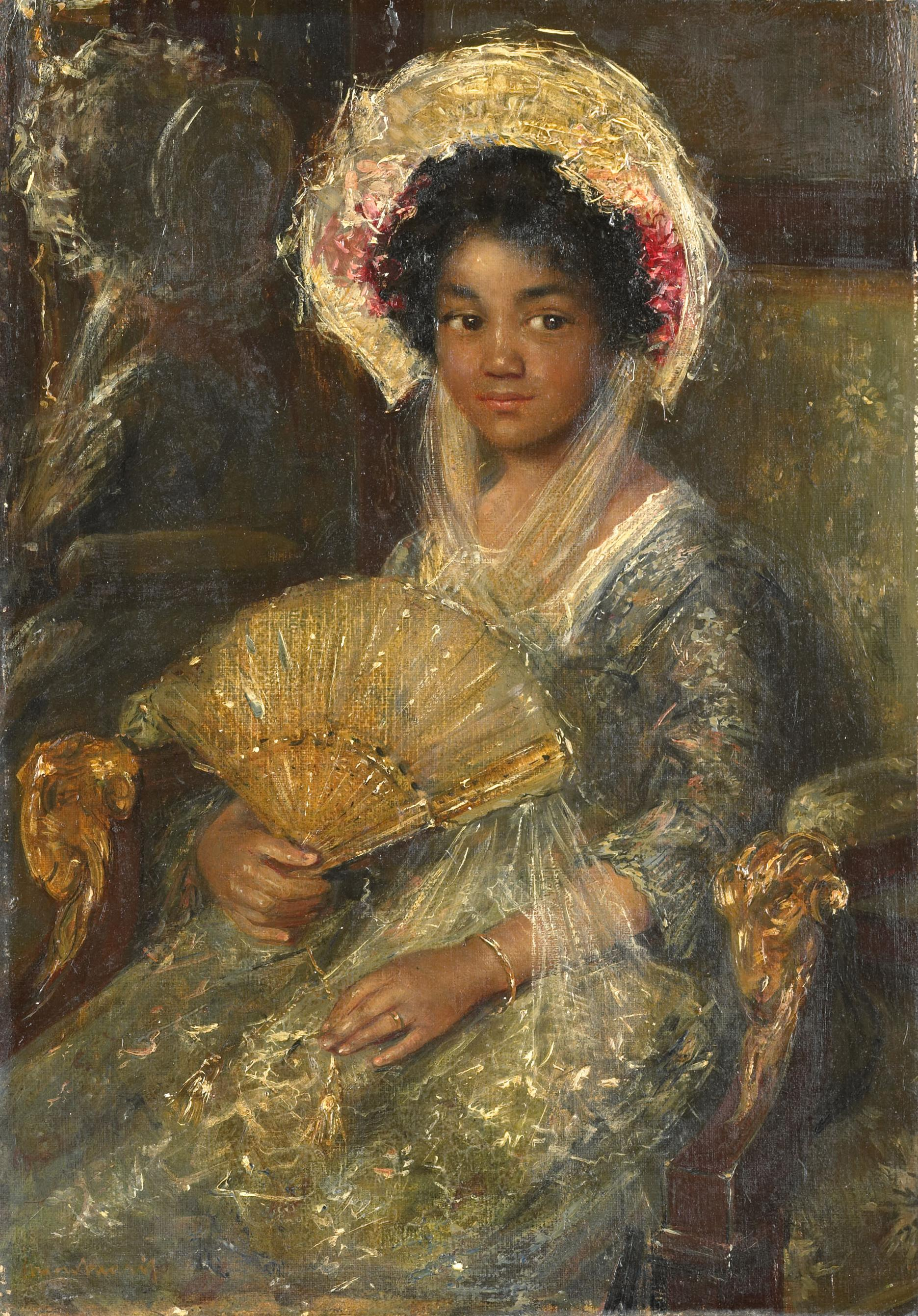
Isabella
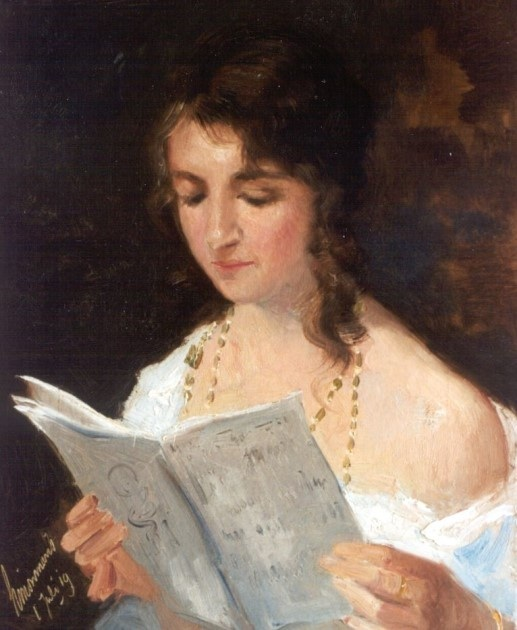
Lezend meisje
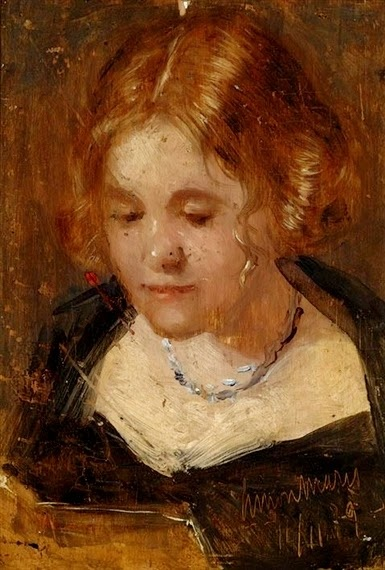
Lezend meisje
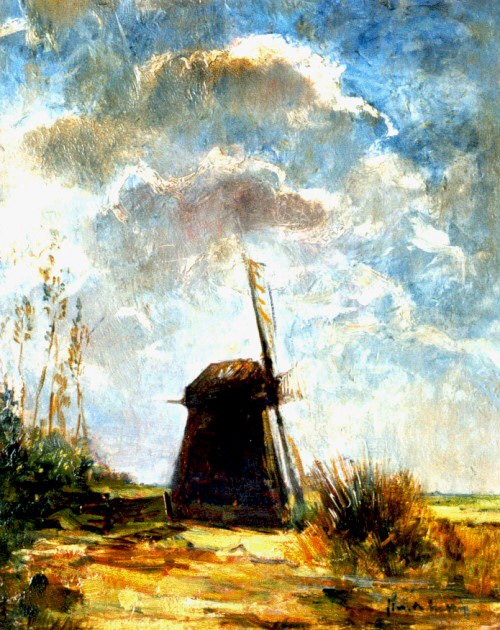
Molen in een polderlandschap
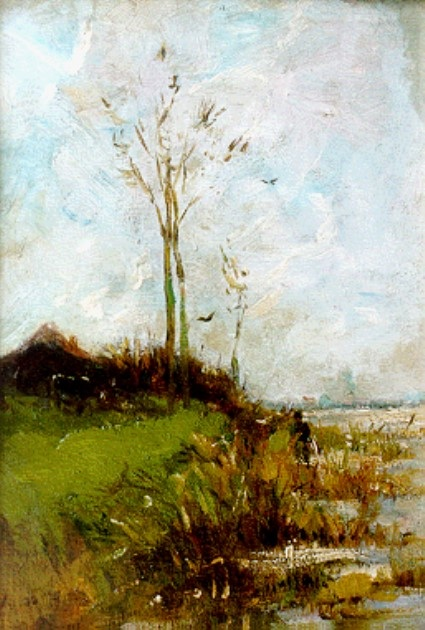
Rietkraag aan een plas
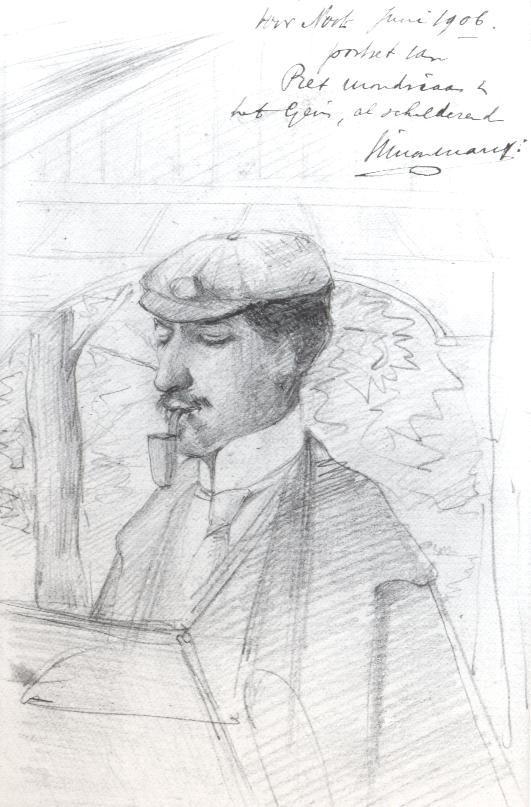
Mondriaan schilderend aan de rivier 't Gein, 1906